# 苏珊·拉门斯
苏珊·拉门斯（Suzan Lamens，1999年7月5日—），荷兰女子网球运动员。截至2024年9月，拉门斯在WTA125巡回赛有1个单打冠军，在ITF女子世界网球巡回赛有6个单打和16个双打冠军。
拉门斯在2022年波哥大网球公开赛中首次亮相WTA巡回赛。她在2024年比利·简·金杯世界一组比赛中击败葉蓮娜·奧斯塔朋科，首次取得对阵TOP10的胜利。随后她在2024年奥埃拉什女子网球公开赛上以非种子选手身份赢得首个WTA125冠军。
排名第140位的她获得了罗斯马伦草地网球锦标赛的外卡，并在第一轮击败了伯纳达·佩拉。随后拉门斯在2024年匈牙利网球大奖赛上首次进入巡回赛八强。